# Лунинка
Лунинка — деревня в Рузском районе Московской области России, входит в состав сельского поселения Дороховское. Население 8 человек на 2006 год. До 2006 года Лунинка входила в состав Космодемьянского сельского округа.
Деревня расположена на юге района, примерно в 28 километрах к югу от Рузы, высота центра над уровнем моря 195 м. Ближайший населённый пункт — деревня Митинка — в 1,5 километрах севернее.